# Nalibaki
Nalibaki o Naliboki (in bielorusso Налібакі?; in russo Налибоки?; in polacco Naliboki) è una città agricola nel distretto di Stoŭbcy, regione di Minsk, Bielorussia. È il centro amministrativo del selsoviet (distretto rurale) di Nalibaki.

## Origini del nome
La seconda parte del toponimo (-baki) è riconducibile all'antico slavo boku (riva), termine reperibile in molti altri nomi locali russi e polacchi, come Četyrboki, Białoboki e Wisłoboki.

## Storia
I primi abitatori noti della zona furono le tribù baltiche Yathivian, Kriviči e Dregoviči. La loro combinazione è alla base del gruppo etnico dei Lituani.
Durante il periodo della Confederazione polacco-lituana, dal 1555 l'insediamento appartenne alla famiglia dei magnati Radziwiłł. Divenne infine un miasteczko (piccola città).
Dal 1722 fu sede di una fabbrica di vetro fondata da Anna Radziwiłł e chiusa nel 1862.
Dopo la seconda spartizione della Polonia, dal 1793 appartenne all'Impero russo. Nel 1896 faceva parte della Contea di Ašmjany (Governatorato di Vil'na).

### XX secolo
Nel 1919 nelle vicinanze si svolse una battaglia della guerra polacco-sovietica.
Nalibaki fece parte della Seconda Repubblica Polacca durante il periodo tra le due guerre, all'interno dell'omonimo comune (distretto di Stoŭbcy, nel Voivodato di Nowogródek).
Dopo l'invasione sovietica della Polonia nel 1939, la Polonia fu annessa alla RSS Bielorussa dell'Unione Sovietica. Durante la seconda guerra mondiale, la popolazione ebraica di Nalibaki fu massacrata dai tedeschi, alcuni dei quali riuscirono tuttavia a fuggire e ad unirsi ai partigiani sovietici, mentre 129 polacchi furono uccisi proprio da questi ultimi il 9 maggio 1943 (vedi il massacro di Nalibaki).
Il 6 agosto 1943, Nalibaki fu nuovamente attaccata, questa volta dalle truppe tedesche, nell'ambito della cosiddetta "Operazione Hermann", e i suoi abitanti furono deportati nel Reich e destinati ai lavori forzati.

## Monumenti e luoghi d'interesse

### Architetture religiose

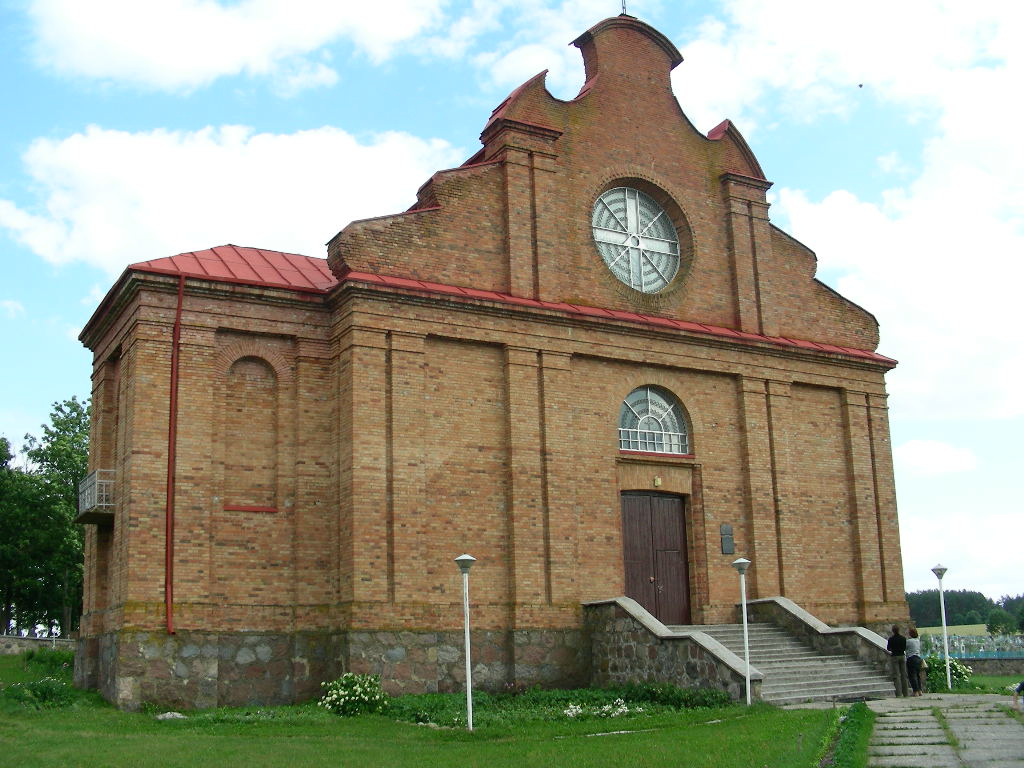
Chiesa dell'Assunzione della Vergine Maria

L'edificio più rilevante del villaggio è la chiesa cattolica dell'Assunzione della Vergine Maria, costruita negli anni 1935-39 e restaurata nei primi anni '90.
Attorno alla chiesa sono una cappella in legno costruita all'inizio degli anni '90, un piccolo campanile moderno in metallo e alcune sculture. La cappella fu eretta come temporanea sostituzione della chiesa principale durante la ristrutturazione di quest'ultima e non fu demolita una volta esaurita la sua funzione. L'intero complesso è protetto da un recinto in pietra.

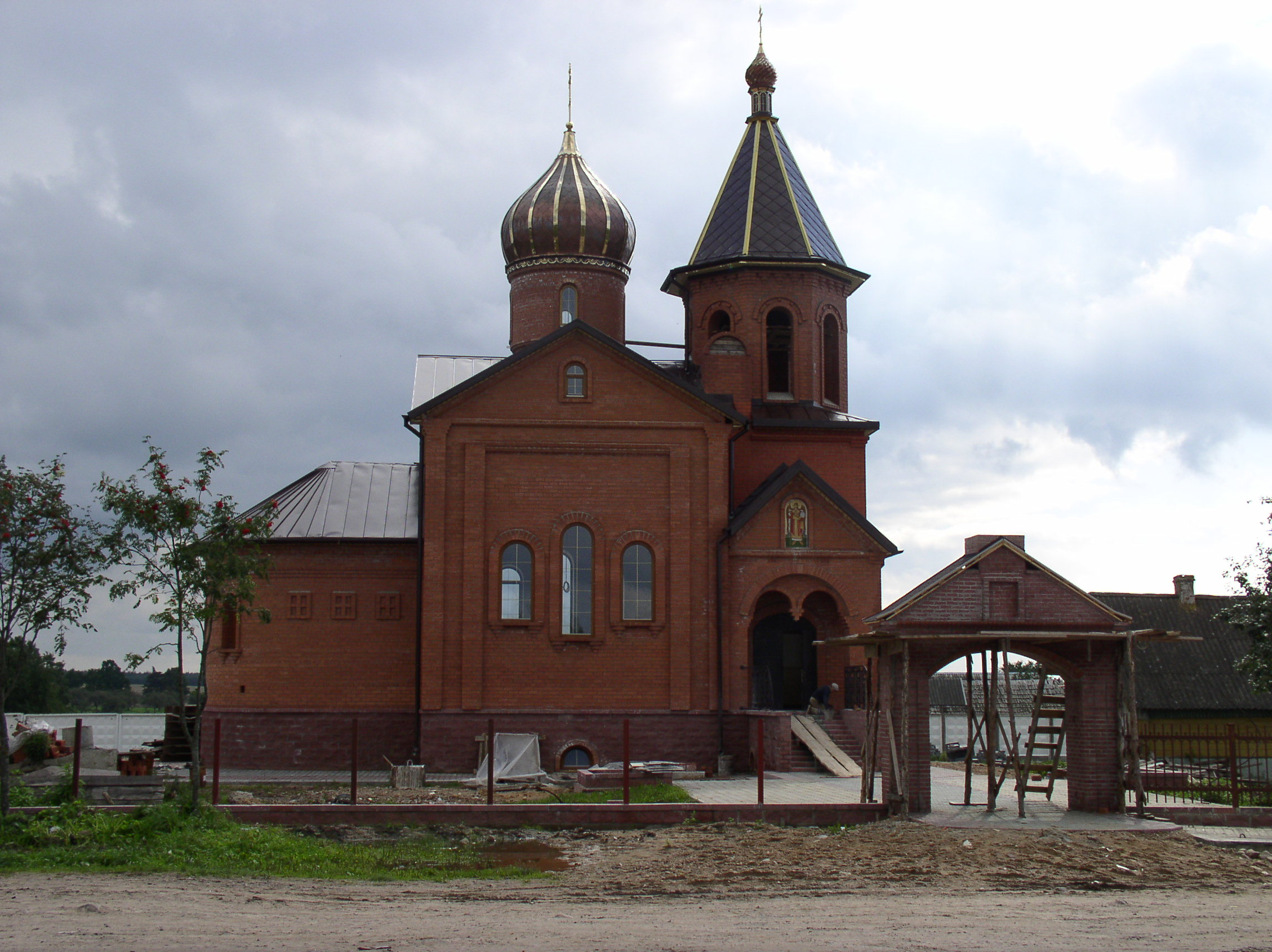
Chiesa di San Michele Arcangelo

Si ricorda inoltre la chiesa ortodossa di San Michele Arcangelo, costruita nel 2006.

### Aree naturali
Il villaggio è collocato all'estremità orientale di una vasta foresta paludosa che prende il nome dal villaggio stesso (Nalibotskaya Pushcha) ed è una delle maggiori della Bielorussia.

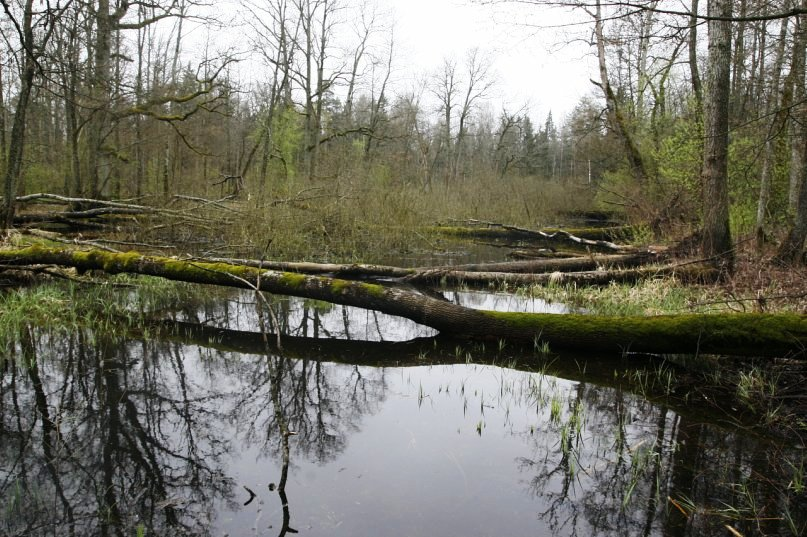
Uno scorcio della foresta

Pur non costituendo né riserva né parco nazionale, la straordinaria varietà della flora locale la rende rilevante dal punto di vista paesaggistico e botanico a livello europeo, nonché habitat ideale per varie specie di uccelli.
La foresta è disseminata di numerosi piccoli insediamenti, tra i quali il villaggio di Nalibaki funge da "porta" alla foresta stessa. Il villaggio, tuttavia, non sfrutta le potenzialità di tale ruolo, mancando totalmente di infrastrutture turistiche.

## Sport
Il villaggio e la foresta hanno dato il nome a una competizione di corsa amatoriale organizzata annualmente dalla International Trail Running Association nei loro pressi, lungo strade e sentieri della foresta. Si tengono mezze maratone (21 km), maratone (42 km) e ultramaratone (100 km).

## Galleria d'immagini

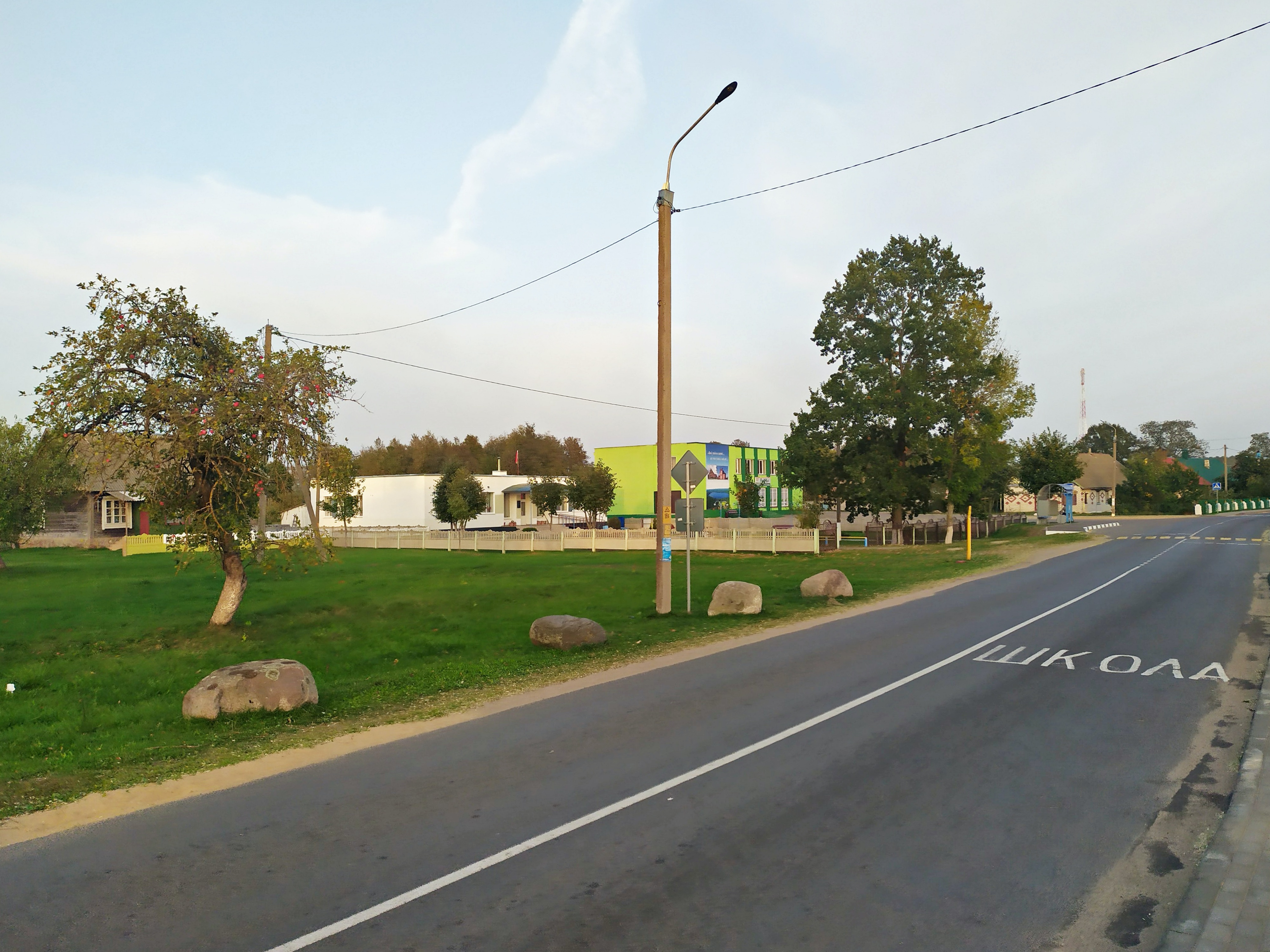
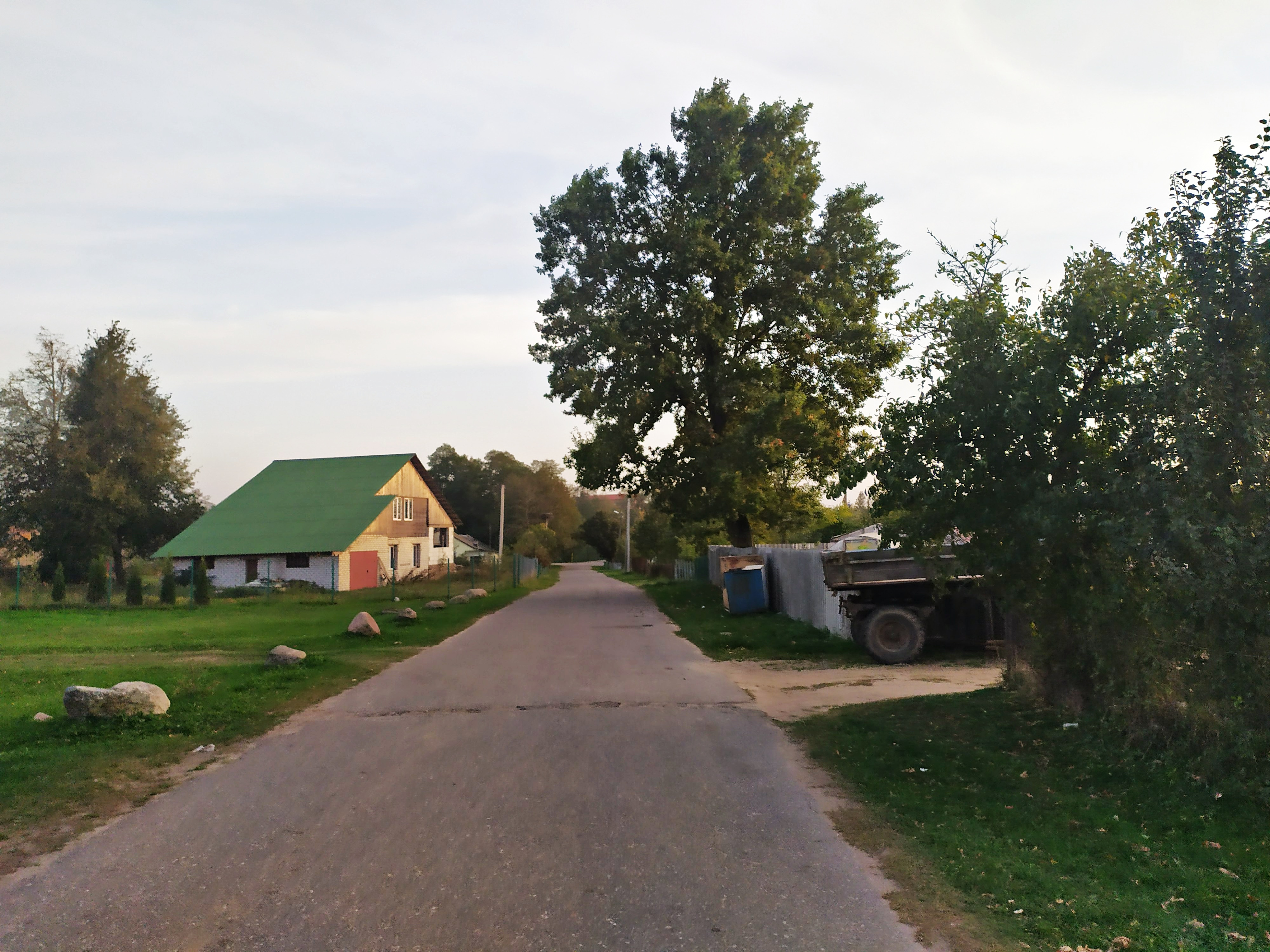
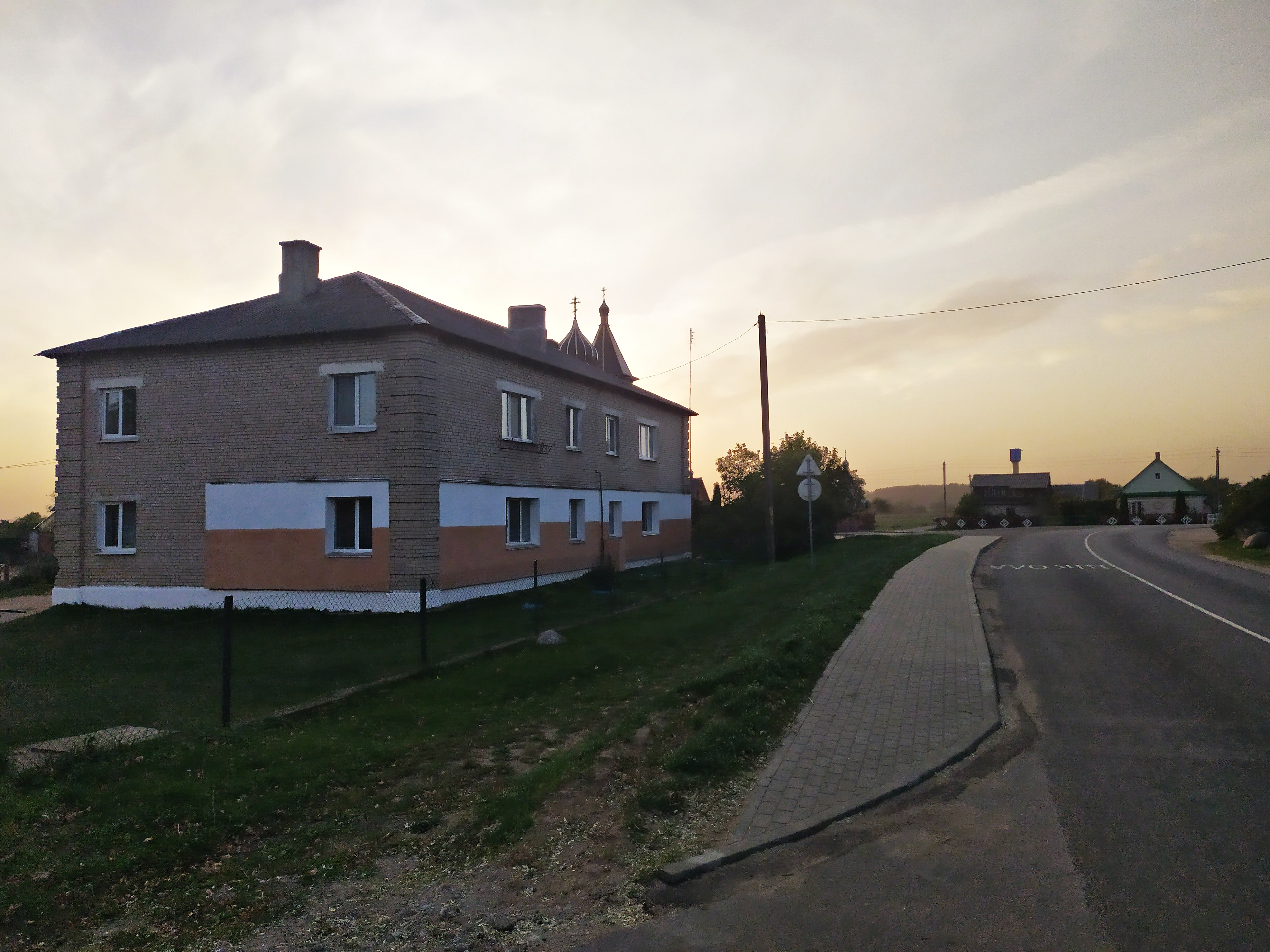
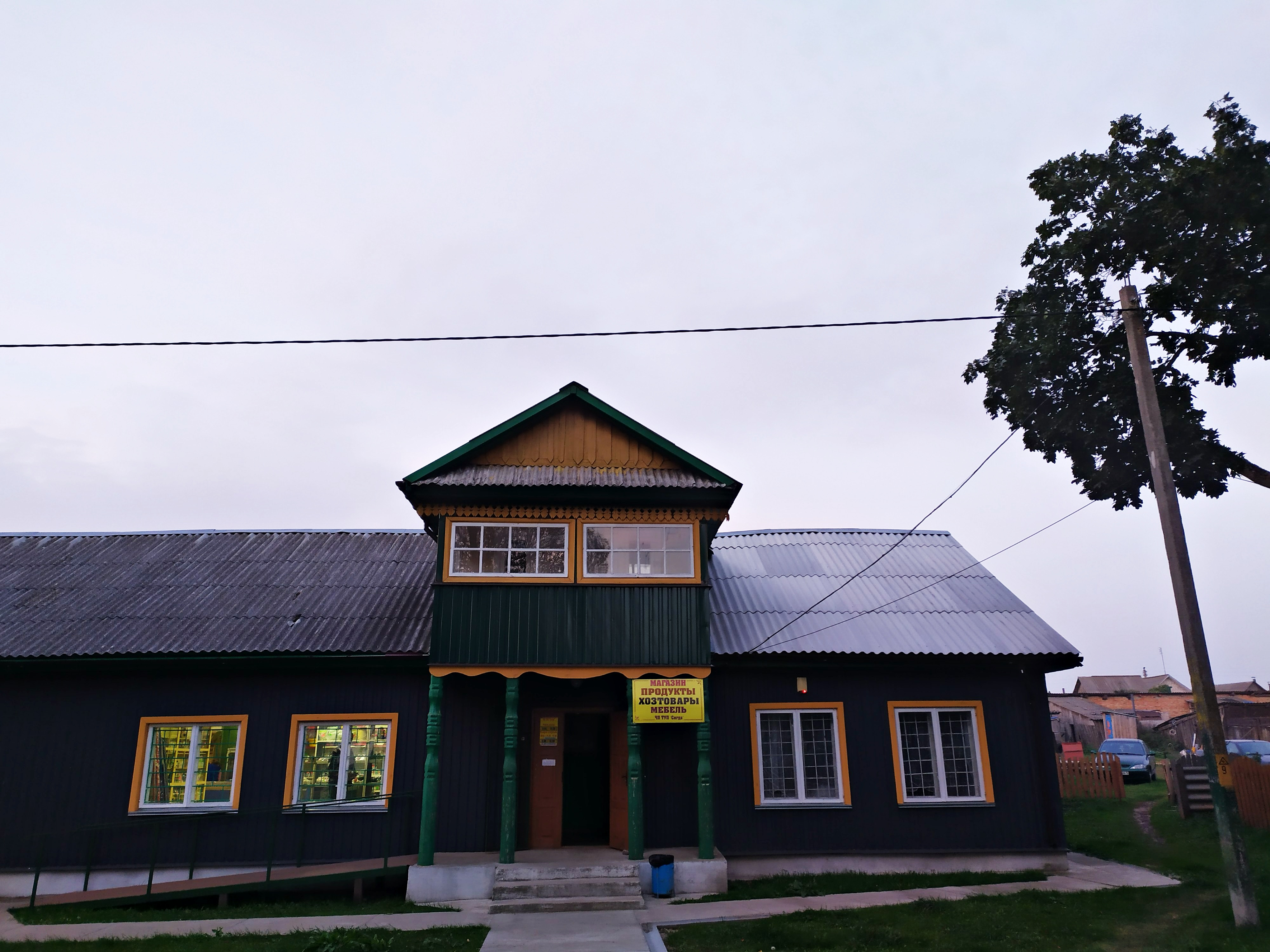
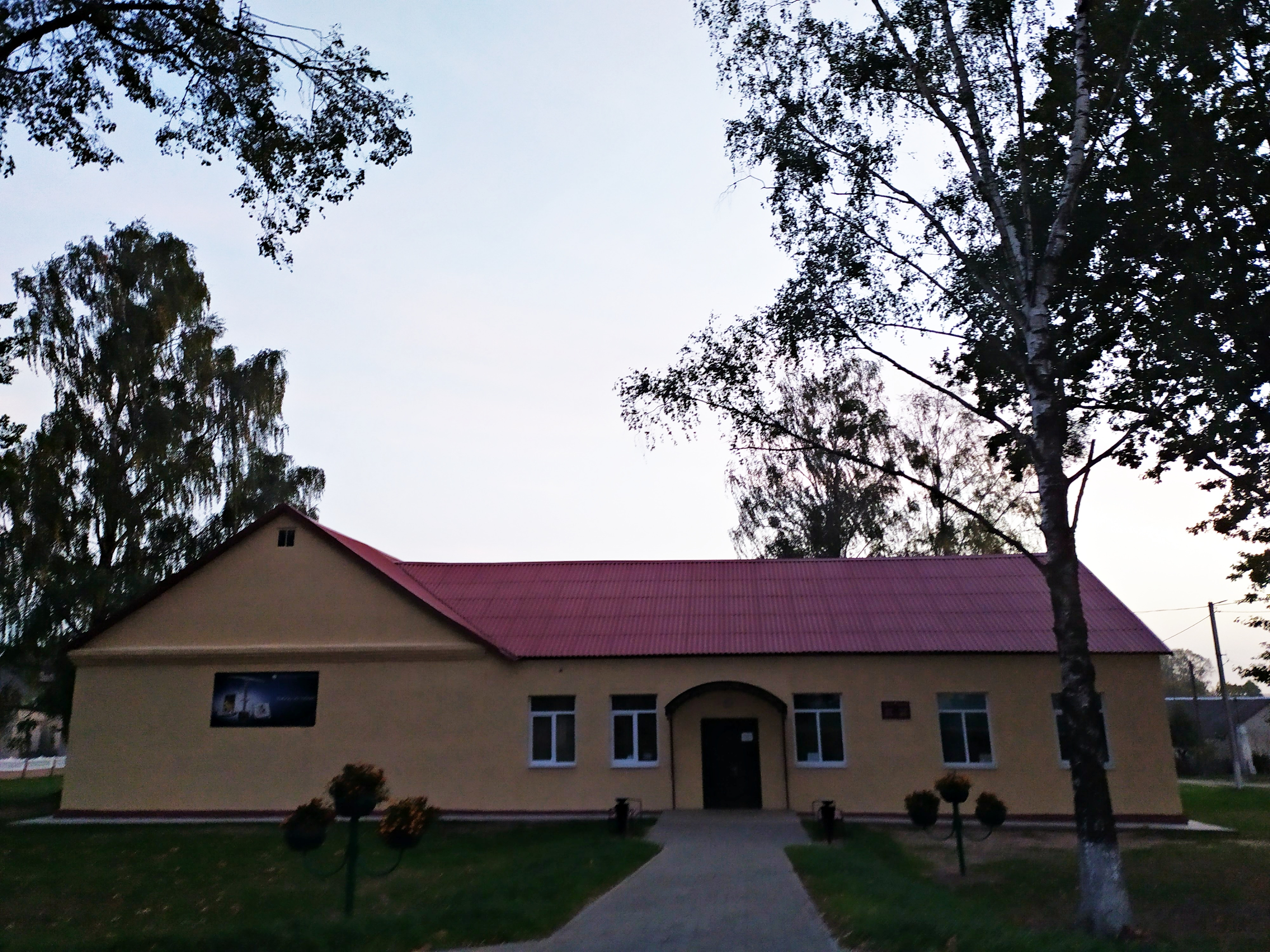
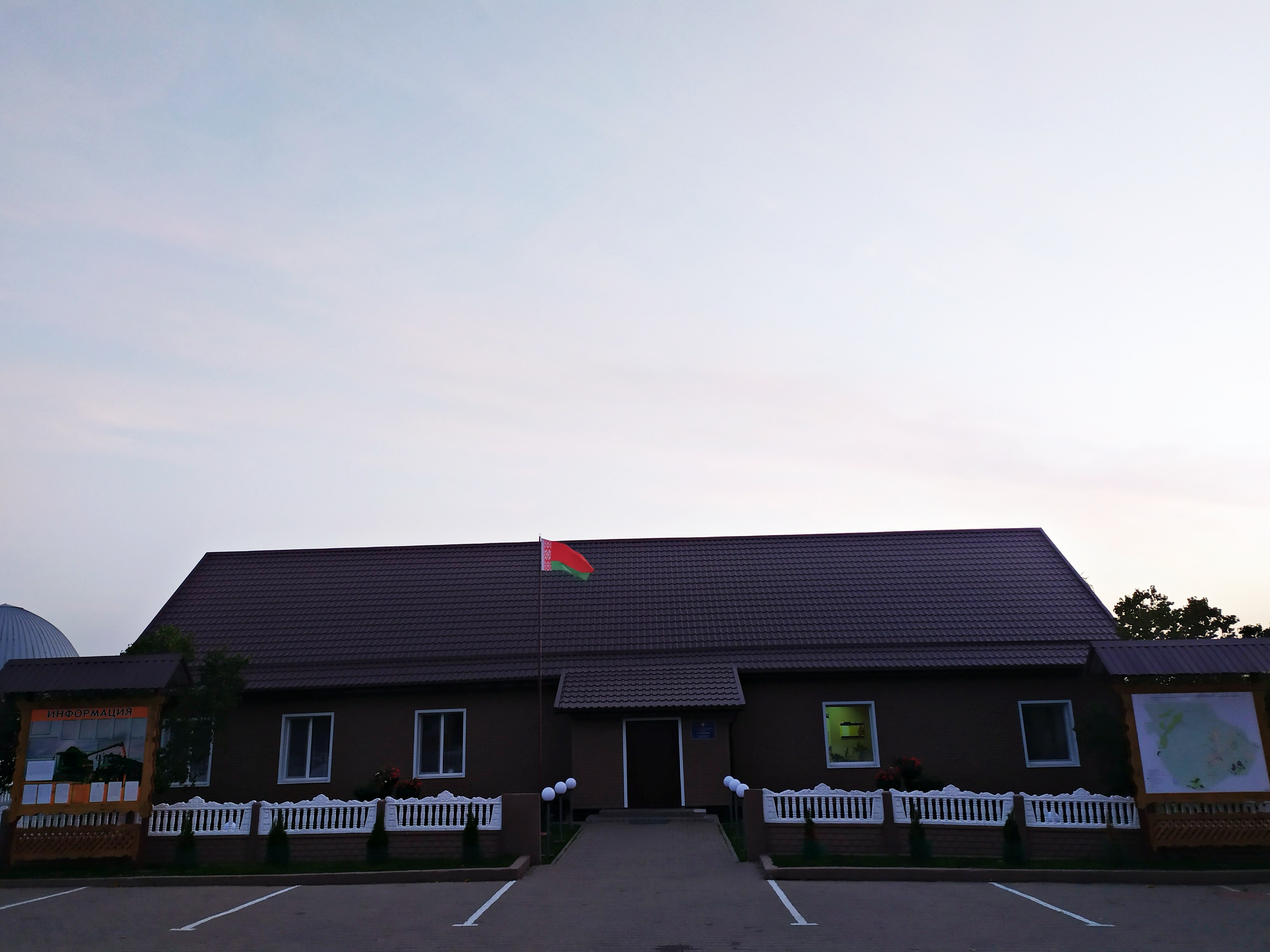
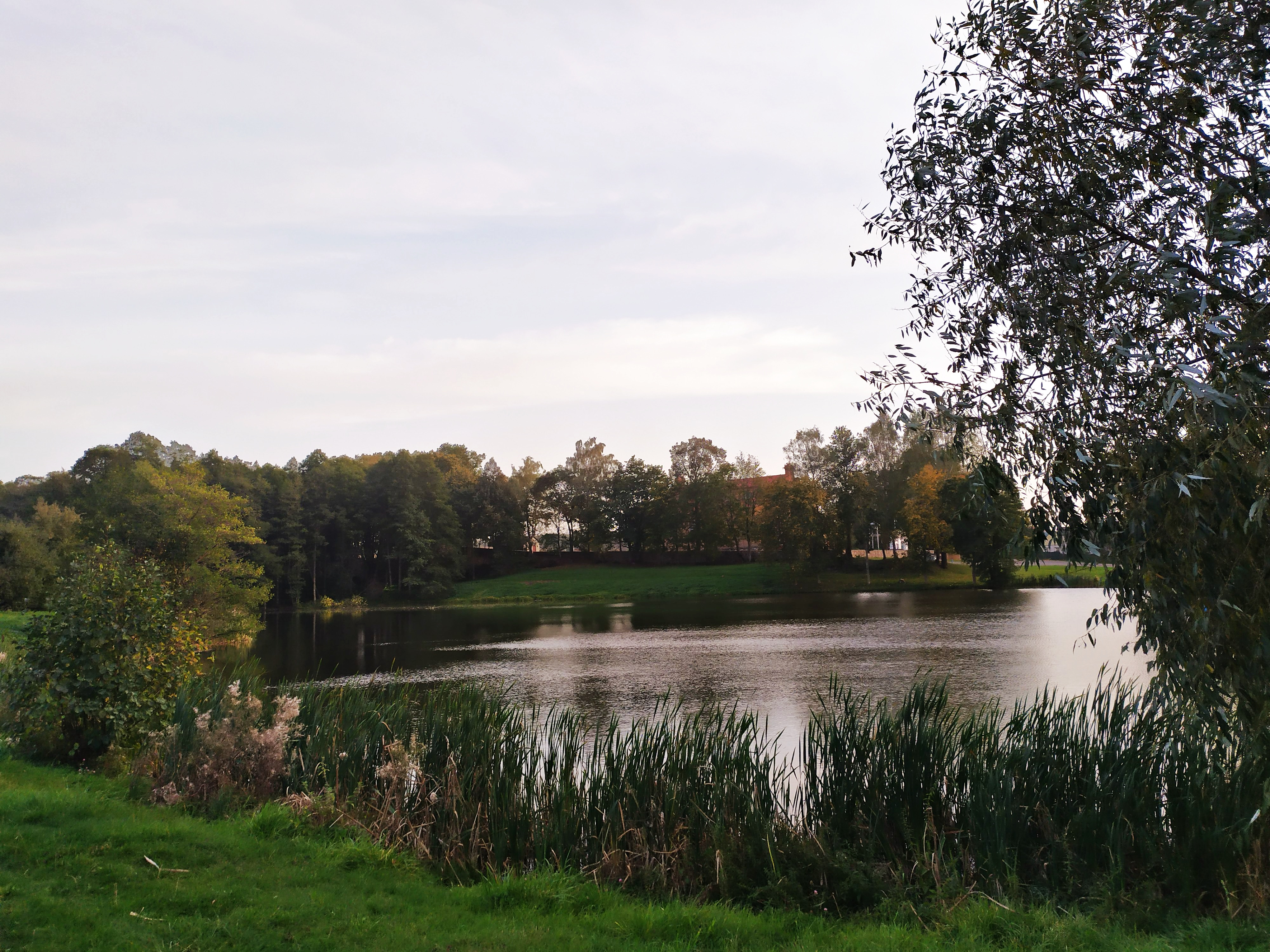